# Parafia Chrystusa Króla w Bolewicach
Parafia Chrystusa Króla w Bolewicach – parafia rzymskokatolicka z siedzibą w Bolewicach, znajdująca się w archidiecezji poznańskiej, w dekanacie lwóweckim. 

## Historia parafii
Pierwszy kościół parafialny wybudowany został w latach 1933–1936 według projektu Mariana Andrzejewskiego. W czasie II wojny światowej początkowo odprawiano jeszcze msze św. w kościele, ale później życie w tutejszej świątyni zamarło, a kościół w Bolewicach został zamieniony na magazyn zbożowy, w którym złożono zboże z okolicznych terenów Lwówka i Nowego Tomyśla. Bolewice zostały wyzwolone 17 stycznia 1945 roku, w godzinach południowych. Od razu zaczęto wydawać zboże zgromadzone w świątyni. Zboże zakończono wydawać w kwietniu 1945 roku i od razu przystąpiono do urządzania świątyni. Przywrócono ambonę, którą po niewielkiej konserwacji zainstalowano na miejscu, gdzie stoi do dziś. Wróciły sztandary, wszystkie szaty i naczynia liturgiczne. Ołtarz, który nie był zniszczony, pozostał na swoim miejscu. Dzięki staraniom mieszkańców kościół w Bolewicach otrzymał ławki z kościoła ewangelickiego w Miedzichowie, w zamian za zniszczone podczas wojny przez Niemców. 
Ks. proboszcz Stanisław Budaszewski w dniu 22 lipca 1945 roku wysłał do Kurii Arcybiskupiej w Poznaniu projekt podziału parafii Lwóweckiej w związku z mającą powstać nową parafią w Bolewicach. 
Z dniem 1 listopada 1946 roku, dekretem ówczesnego metropolity poznańskiego, abpa Walentego Dymka we wsi Bolewice została utworzona parafia pod wezwaniem Chrystusa Króla, a jej pierwszym proboszczem został mianowany ks. Antoni Kaczmarek. Po nowej parafii zostali włączeni wierni z miejscowości: Bolewicko, Grudna, Grudzianka, Krzywy Las, Smolarnia i Węgielnia. Na terenie parafii mieszkało wówczas 2090 katolików i 90 protestantów (narodowości niemieckiej). 

## Proboszczowie parafii
Źródło:
| Proboszcz                 | Lata urzędowania |
| ------------------------- | ---------------- |
| ks. Antoni Kaczmarek      | 1946−1970        |
| ks. Zygmunt Kmieć         | 1970−1978        |
| ks. Józef Wasiak          | 1978−1988        |
| ks. Andrzej Wojciechowski | 1988−1991        |
| ks. Ludwik Duda           | 1991−2002        |
| ks. Piotr Dobak           | 2002−2008        |
| ks. Konrad Jędrzejczak    | 2008−2017        |
| ks. Janusz Pośpiech       | 2017−obecnie     |